# Municipio de North Shade
El municipio de North Shade (en inglés: North Shade Township) es un municipio ubicado en el condado de Gratiot en el estado estadounidense de Míchigan. En el año 2010 tenía una población de 665 habitantes y una densidad poblacional de 7,21 personas por km².

## Geografía
El municipio de North Shade se encuentra ubicado en las coordenadas 43°9′37″N 84°46′37″O / 43.16028, -84.77694. Según la Oficina del Censo de los Estados Unidos, el municipio tiene una superficie total de 92.25 km², de la cual 92,22 km² corresponden a tierra firme y (0,03 %) 0,03 km² es agua.

## Demografía
Según el censo de 2010, había 665 personas residiendo en el municipio de North Shade. La densidad de población era de 7,21 hab./km². De los 665 habitantes, el municipio de North Shade estaba compuesto por el 94,14 % blancos, el 0,45 % eran afroamericanos, el 0,15 % eran asiáticos, el 4,21 % eran de otras razas y el 1,05 % eran de una mezcla de razas. Del total de la población el 6,32 % eran hispanos o latinos de cualquier raza.